# Эркулес (Коауила)
Эркулес (исп. Hércules) — посёлок в Мексике, штат Коауила, входит в состав муниципалитета Сьерра-Мохада. Численность населения, по данным переписи 2020 года, составила 4573 человека.

## Общие сведения
Поселение было основано как рабочий посёлок в период 1886—1892 годах, когда в этих местах были найдены залежи минералов, но серьёзная разработка началась только в 1960 году.
Посёлок расположен в 4 км от муниципального центра, его основным видом деятельности является добыча минералов.